# Мата де Монкада
Мата де Монкада (фр. Mathe de Montcade; ок. 1245/1255 — после 1319) — виконтесса Габардана и Брюлуа в 1290—1310, 3-я дочь виконта Беарна Гастона VII и виконтессы Марсана Маты де Мата.

## Биография
Мата родилась между 1245 и 1255 годами. Её отец, виконт Беарна Гастон VII, был одним из самых могущественных феодалов в Гаскони. Её мать, Мата, после смерти в 1251 году графини Бигорра Петронеллы унаследовала виконтство Марсан, а также права на Бигорр, спор из-за наследования которого периодически возникал. Фруассар называет её второй дочерью Гастона, однако в документе, подписанном королём Франции Филиппом IV Красивым, она названа третьей дочерью.
В 1260 году Мату выдали замуж за Жеро VI, графа Арманьяка и Фезансака.
В 1282 году умер граф Бигорра Эскива де Шабан. Детей он не оставил, его брат умер бездетным ещё раньше. По завещанию Бигорр должен был достаться его сестре Лоре, жене виконта Раймунда V. Однако на Бигорр снова предъявил претензии виконт Беарна Гастон VII. Вместе с дочерью Констанцией, старшей сестрой Маргариты, он отправился в Тарб, где созвал знать и объявил о том, что законной наследницей графства является Констанция как дочь Маты и внучка графини Петронеллы. В результате собрание знати признало графиней Констанцию, отменив часть пунктов завещания Эскивы, но признав права Лауры на виконтство Кузеран и сеньории Шабанне и Конфолан. 1 сентября 1283 года бароны графства принесли оммаж Констанции, признав её графиней. 
Не имея возможности удержать Бигорр своими силами, Лора обратилась к сенешалю Гаскони Жану I де Грайи, потребовав, чтобы король Англии взял графство под своё управление до вынесения решение по нему. Сенешаль не рискнул выносить решение самостоятельно и сообщил обо всём королю Эдуарду I. Желая лично отстаивать свои права, Констанция совершила ошибку. Она лично отправилась в Англию, где король, ссылаясь на то, что в своё время епископ Пюи передал королю Генриху III свои права на Бигорр, поэтому графство принадлежит именно королю. Констанция была вынуждена согласиться с этим, после чего король приказал Жану де Грайи занять Бигорр от его имени. Гастон, который прибыл в Тарб раньше сенешаля, снова собрал знать, объявив о том, что они теперь должны повиноваться королю Англии. Но при этом подтвердил и о правах дочери.
Однако на этом спор не закончился. Лора де Шабан и не думала отказываться от своих прав. Свои претензии на графство выдвинули также Матильда де Куртене, дочь графини Петронеллы от второго брака, Гильом де Ла Рош-Тессон, сын Перронеллы де Монфор, средней дочери графини Петронеллы, и Мата де Монкада, третья дочь Гастона. Констанция утверждала, что брак графини Петронеллы с Ги II де Монфором, от которого родились Алиса де Монфор, мать Лоры, и Перронелла де Монфор, был незаконным, поскольку был заключён при жизни её второго мужа. Её сестра Мата ссылалась на гасконские законы, по которым в случае отсутствие сыновей наследство должно было разделяться между дочерьми. Лора ссылалась на завещание покойного брата. А Гильом требовал часть земель в качестве наследства своей матери. Споры длились долго, что было на руку королю Англии. Не выдержав этого, бездетная Констанция уступила свои права на Бигорр сестре Маргарите, жене графа Роже Бернара III де Фуа.
Позже Парижский парламент аннулировал передачу прав на Бигорр королю Англии церковью Пюи, после чего Бигорром два года управляла Констанция. А затем в спор вмешалась королева Франции Жанна Наваррская. Её отцу права на Бигорр передал Симон де Монфор, граф Лестер. На этом основании она предъявила права на Бигорр. Несмотря на то, что собрание бигоррской знати 9 октября 1292 года в замке Семак подтвердило права Констанции, парламент поддержал жену короля Франции — было принято решение о том, что графство переходит под управление короля Франции Филиппа IV Красивого, мужа Жанны. Все попытки графа Фуа отстоять права сестры жены ни к чему не привели, графство было присоединено к королевскому домену.
В 1290 году умер Гастон Беарнский. Ещё в 1286 году он, убедившись в том, что Констанция, его старшая из дочерей, останется бездетной, принял решение завещать следующей по старшинству дочери, Маргарите, Беарн, причём в завещании Гастона было оговорено, что Беарн должен быть объединён с графством Фуа. Габардан, Брюлуа и испанские владения, которые он ранее намеревался оставить Маргарите, были у неё изъяты. Это решение подписали 3 дочери Гастона — Констанция, Маргарита и Гильема. Но ещё одна дочь, Мата, подписи не поставила, однако позже обещала исполнить желание отца. Перед смертью Гастон подтвердил свои намерения по наследству. Маргарите и её мужу достался Беарн, Мате — Габардан, Брюлуа и Озан, Гильеме — владения в Каталонии, включая сеньорию Монкада и баронство Кастельви-де-Росанес. Маргарита продолжала управлять наследством матери, также в её пожизненном управлении находились некоторые владения, завещанные сёстрам. Однако Мата отказалась признать завещание, обвинив Маргариту и её мужа в фальсификации. В результате спор за наследство Гастона перерос в войну между графами Фуа и Арманьяка.
Спор попытался уладить король Франции Филипп IV. Во время пребывания в Лангедоке, он вызвал Констанцию, Маргариту и Роже Бернара III де Фуа, представлявших одну сторону, Мату и её сына, графа Бернара VI д’Арманьяк, представлявших другую сторону. В итоге король решил, что Мата должна владеть виконтствами Габардан и Брюлуа, а также местностью Капсью, а на наследство других сестёр претендовать не должна, за исключением Гильемы, если она не оставит законнорожденных детей. Граф Арманьяка не рискнул спорить с королём, однако позже ссора с графами Фуа возобновилась с новой силой и продолжалась почти до конца XIV века, иногда на время затихая из-за малолетства наследников.
В 1309 году умерла Гильема, сестра Маргариты. Из всех сестёр она была ближе всего к Мате, поэтому она завещала свои владения виконту Фезансаге Гастону, одному из сыновей Маты. Недовольные этим, Маргарита с сыном Гастоном заключили 7 сентября 1310 года с Гастоном де Фезансаге соглашение, по которому в обмен на Кастельвьевель тому передавался Капсью и денежная рента, обещая через 3 года обменять Габардан на Капсью. На этом условии король Филипп оставил Габардан за графом Фуа. Однако в итоге Гастон де Фуа отказался передавать Капсью, после чего Гастон де Фезанскаге обратился с жалобой к королю Филиппу, который июня 1311 году заставил Гастона де Фуа выполнить соглашение. Однако Габардан так и остался предметом спора между домами графов Фуа и Арманьяк.
10 июня 1310 года Мата, передав свои владения и претензии на наследство отца второму сыну Гастону, отошла от управления. Она умерла вскоре после 1319 года, пережив старшего сына.

## Брак и дети
Муж: с 1260 Жеро VI (ум. 1280), виконт де Фезансаге с 1245, граф д’Арманьяк и Фезансак с 1256. Дети:
- Бернар VI д’Арманьяк (ок. 1270 — 1319), граф д’Арманьяк и де Фезансак с 1280
- Гастон д’Арманьяк (ок. 1275 — 1320), виконт Фезансаге, виконт Брюлуа с 1310, родоначальник новой ветви виконтов Фезансаге
- Роже д’Арманьяк (ум. 1339), сеньор де Маньоак, епископ Лавора с 1317, архиепископ Оша с 1318, граф-епископ Лана и церковный пэр Франции с 1336, правитель графств Арманьяк и Фезансак во время малолетства его племянника, Жана I, а также в периоды его отсутствия.
- Маркуа д’Арманьяк (ок. 1280 — ок. 1313); муж: Бернар VIII (ок. 1285 — после 26 августа 1336), граф де Комменж.
- (?) Пюсель д’Арманьяк (ок. 1285 — 1298 / 18 мая 1302)
- Маскароза д’Арманьяк (ок. 1285 — ?); муж: Бернар де Ломань (ум. после 19 июня 1337), сеньор де Фирмакон